# Вайсдорф
Вайсдорф (нім. Weißdorf) — громада в Німеччині, розташована в землі Баварія. Підпорядковується адміністративному округу Верхня Франконія. Входить до складу району Гоф. Складова частина об'єднання громад Шпарнек.
Площа — 21,90 км2. Населення становить 1146 ос. (станом на 31 грудня 2020).